# Waltraud Klasnic
Pour les articles homonymes, voir Klasnic.
Waltraud Klasnic, née Tschiltsch le 27 octobre 1945 à Graz, est une femme politique autrichienne membre du Parti populaire autrichien (ÖVP).
Elle devient en 1996 la première femme à diriger un Land, et reste la seule jusqu'en 2004.

## Biographie

### Jeunesse
Elle est d'abord vendeuse dans un magasin de vêtements pour enfants, avant de créer et gérer une entreprise de transports.
Elle est élue en 1970 conseillère municipale de Weinitzen, où elle préside la section du Mouvement des femmes autrichiennes (ÖFB), l'organisation des femmes du Parti populaire autrichien (ÖVP). En 1972, elle en prend la direction dans le district de Graz-Umgebung.

### Ascension en politique
Alors qu'elle quitte en 1975 son mandat municipal, elle est désignée vice-présidente de l'ÖFB de Styrie. Elle devient la présidente deux ans plus tard et en abandonne la direction au niveau du district. Parallèlement, elle est élue sénatrice au Conseil fédéral. Elle revient au conseil de Weinitzen en 1980.
Aux élections régionales du 4 octobre 1981, elle obtient son premier mandat de députée au Landtag de Styrie. Elle renonce alors à siéger au Conseil fédéral.

### Responsabilités régionales
En 1983, elle prend le poste de troisième présidente de l'assemblée, puis elle quitte l'année suivante ses fonctions municipales. Elle intègre en 1988 le gouvernement régional, sous l'autorité de Josef Krainer, comme conseillère à l'Économie, au Tourisme et aux Transports.
Elle abandonne en 1990 la présidence de l'ÖFB du Land au profit de celle de l'Association économique autrichienne (ÖWB), l'organisation des entrepreneurs de l'ÖVP. Elle est promue en 1993 vice-landeshauptmann.
Nommée vice-présidente fédérale de l'ÖWB en 1993, elle est choisie pour exercer la même fonction au sein du Parti populaire autrichien deux ans plus tard.

### Landeshauptfrau de Styrie
Le 23 janvier 1996, Waltraud Klasnic est investie à 50 ans Landeshauptfrau de Styrie. Première femme de l'histoire autrichienne à prendre la direction d'un gouvernement et d'un Land, elle est également élue présidente régionale de l'ÖVP en mars suivant. Elle renonce en 1997 à occuper la direction de l'ÖWB dans le Land.
Lors des élections régionales du 15 octobre 2000, elle rétablit la domination du Parti populaire sur le Land, menacée cinq ans auparavant par le Parti social-démocrate d'Autriche (SPÖ). Réunissant 47,3 % des suffrages exprimés, soit une progression de 11 points, l'ÖVP fait élire 27 députés sur 56. L'écart avec le SPÖ passe de 0,3 à 15 points.

### Fin de vie politique
La Cour des comptes rend en 2003 un rapport qui révèle que la fédération régionale de l'ÖVP a eu recours au financement illégal en détournant des millions d'euros de subventions dans le cadre du scandale liée à ESTAG, la société de gestion des ressources énergétiques dans le Land.
Après l'investiture de Gabi Burgstaller comme Landeshauptfrau de Salzbourg en avril 2004, elle n'est plus la seule femme à diriger un Land autrichien. 
Les élections régionales du 2 octobre 2005 constituent une déroute pour le Parti populaire. Avec 38,7 % des voix, il est devancé par le Parti social-démocrate qui totalise 41,7 % des suffrages. C'est la première fois que le SPÖ s'impose en Styrie. Sous pression, Klasnic renonce à la vie politique. Tandis que le social-démocrate Franz Voves lui succède comme Landeshauptmann, Hermann Schützenhöfer prend sa suite à la présidence régionale de l'ÖVP en mars 2006.
En mars 2010, Waltraud Klasnic se voit confier par le cardinal Christoph Schönborn, archevêque de Vienne, une mission d'enquête sur les accusations d'abus sexuels commis par des prêtres en Autriche.
Johanna Mikl-Leitner ayant été investie Landeshauptfrau de Basse-Autriche en avril 2017, Waltraud Klasnic n'est plus à partir de ce moment l'unique femme de l'ÖVP à avoir exercé la direction d'un exécutif régional.